# Vincenzo Ciaravolo
Vincenzo Ciaravolo (Torre del Greco, 21 novembre 1919 – Mar Rosso, 21 ottobre 1940) è stato un militare italiano della Regia Marina, decorato con la medaglia d'oro al valor militare.

## Biografia
Nacque a Torre del Greco in una famiglia di marinai, seguì presto le orme familiari e divenne marittimo mercantile; a bordo del piroscafo Lombardia, requisito per usi bellici, prese parte ad alcune operazioni nel corso della guerra civile spagnola, e fu presente anche nella guerra d'Etiopia. Chiamato alla leva obbligatoria, fu arruolato il 15 dicembre 1939 nella Regia Marina e assegnato di servizio al cacciatorpediniere Francesco Nullo, dislocato nel Mar Rosso. Lì, il 21 ottobre 1940, presso l'isola di Harmil, il Nullo fu colpito e danneggiato durante un'azione navale.
Ciaravolo, che sul Nullo svolgeva il compito di attendente del capitano di corvetta Costantino Borsini, comandante dell'unità, all'ordine di questi di evacuare la nave si gettò in mare ma, accortosi che Borsini era rimasto al posto di comando, risalì a bordo per assisterlo, affondando quindi insieme a lui. A motivo di ciò gli fu conferita la Medaglia d'oro al valor militare. Al marinaio caduto è intitolata la palazzina logistica che si trova nel centro di selezione, addestramento e formazione del personale volontario della M.M. a Taranto. Prende inoltre il suo nome anche la vecchia Villa Comunale del comune di Torre del Greco (delibera del Commissario Prefettizio in data 15 aprile 1941).